# Poecilognathus stictopennis
Poecilognathus stictopennis är en tvåvingeart som först beskrevs av Hall 1976.  Poecilognathus stictopennis ingår i släktet Poecilognathus och familjen svävflugor. Inga underarter finns listade i Catalogue of Life.